# Ichneumon adulterator
Ichneumon adulterator là một loài tò vò trong họ Ichneumonidae.